# Luigi Rossato
Luigi Rossato (Sanguinetto, 1863 - Milà, 1939) fou un baix italià.
De ben jove, es va establir a Milà per formar-se en cant sota la tutela dels professors Ronzi i Boschetti. L'any 1886, després d'una audició al teatre Dal Verme, va obtenir el seu primer paper operístic, debutant poc després al Teatro Sociale de Monza. Va actuar diverses temporades al Gran Teatre del Liceu de Barcelona, durant una carrera internacional consolidada. La seva darrera actuació va tenir lloc el mateix any de la seva mort, en una vetllada íntima a Punta San Vigilio, a la riba del Llac de Garda.